# Навалювальна машина
Навалювальна машина (рос. навалочная машина, англ. longwall loader; нім. Streblademaschine f)  — гірнича машина для навантаження на вибійний конвеєр вугілля, відбитого вибухом у довгому очисному вибої. В сучасних технологіях майже не застосовується.
Залежно від конструктивного рішення і одночасно виконуваних функцій розрізняють: власне навалочні машини, врубово-навалочні машини, вугільні плуги. У свою чергу навалочні машини відрізняються типом і принципом дії виконавчого органу — скребково-ланцюгової, зубково-ланцюгові, скребково-штангові, загрібаючі лапи, штангові, ковшові, коливні, вібраційні; за схемою роботи — флангова, фронтальна; за способом подачі — канатна, гусенична, крокуюча, домкратна.
Перші конструкції власне навалювальних машини створювалися по аналогії з вантажними машинами з виконавчим органом у вигляді двох нагортаючих лап або двох нагортаючих барів, забезпечених скребковими ланцюгами. Для іншої групи навалочних машин базою служили врубові машини з канатною подачею по грунту пласта. На відміну від першого виду навалювальних машин, врубово-навалочні машини об'єднали в собі функції власне навалювальних машини і врубової машини. Врубово-навалочні машини після зарубки пласта баром і вибухової відбійки вантажили вугілля на конвеєр тим же баром при русі машини в зворотному напрямку. Вугільні плуги служили для навалювання на конвеєр вугілля, відбитого вибуховим способом (без зарубки пласта або після неї).

## Інтернет-ресурси
- Навалочная машина [Архівовано 6 лютого 2020 у Wayback Machine.]